# Banshanmen
Banshanmen (kinesiska: 半扇门乡, 半扇门) är en socken i Kina. Den ligger i provinsen Sichuan, i den sydvästra delen av landet, omkring 200 kilometer väster om provinshuvudstaden Chengdu. Antalet invånare är 4 673. Befolkningen består av 2 230 kvinnor och 2 443 män. Barn under 15 år utgör 22,0 %, vuxna 15-64 år 68 %, och äldre över 65 år 8,0 %.
Genomsnittlig årsnederbörd är 1 253 millimeter. Den regnigaste månaden är juni, med i genomsnitt 227 mm nederbörd, och den torraste är januari, med 13 mm nederbörd.